# Metis angulata
Metis angulata is een eenoogkreeftjessoort uit de familie Metidae. De wetenschappelijke naam werd gepubliceerd in 1767 door Carl Linnaeus.